# Helltaker
Helltaker – niezależna komputerowa gra logiczna typu sokoban z elementami gry bishōjo. Stworzona przez Łukasza Piskorza pod pseudonimem Vanripper, wydana za darmo na komputery osobiste 11 maja 2020 roku.

## Fabuła
Pewnego dnia bezimienny mężczyzna budzi się ze snu, w którym posiadał harem pełen „demonic”. Z tego powodu postanawia zejść do piekła w celu zrealizowania swoich snów, zyskując przydomek „Helltaker”.

## Rozgrywka
Gracz musi przechodzić przez kolejne lokalizacje i rozwiązywać łamigłówki, w celu stworzenia haremu składającego się z dziewczyn-demonów. Poziom trudności rozgrywki wzrasta, wraz z rozwijającą się fabułą. Pokonanie każdego poziomu wymaga odpowiedniego ułożenia kamieni i przy tym utorowaniu sobie drogi do celu. Gracz musi wykonać zadanie, nie przekraczając ściśle określonego limitu ruchów i równocześnie unikając pułapek. Na końcu każdego etapu należy odpowiedzieć na pytanie dziewczyny-demona. Niepoprawna odpowiedź może skutkować koniecznością przechodzenia części gry od początku. Ostatni poziom, polegający na pokonaniu bossa, wymaga zręcznego unikania ataków przeciwnika.

## Odbiór
Gra Helltaker została pozytywnie przyjęta przez krytyków w mediach angielskich i japońskich. Amy Davidson z serwisu The Escapist stwierdziła, że choć gra jest krótka, to jej 10 poziomów stanowi odpowiednie wyzwanie dla graczy. Recenzentka doceniła konstrukcję łamigłówek, których stopień trudności wzrasta w miarę postępów, a do przejścia kolejnych etapów niezbędne jest wykorzystanie wcześniej zdobytej wiedzy. Uwagę Jenni Lady, redaktorki serwisu Siliconera, przykuły projekty postaci, których styl określiła jako „prosty, ale działający na wyobraźnię”. Zdaniem recenzentki Piskorzowi nawet w statycznych grafikach udało się oddać osobowość i esencję postaci.
Yūki Kurosawa z portalu Automaton pozytywnie oceniła fakt, że gra oferuje wsparcie dla osób, które nie są dobre w rozwiązywaniu łamigłówek: na każdym etapie dostępne są wskazówki pomocne w jego ukończeniu, a w przypadku utknięcia można rozpocząć poziom od nowa, a nawet całkiem go pominąć, tym samym ograniczając rozgrywkę do rozmów z bohaterkami gry. Aki Nogishi z Automaton za atut Helltaker uznała postać protagonisty – silnego, muskularnego mężczyzny flirtującego z osobliwymi demonicznymi dziewczynami. Według niej była to najlepsza krótka gra z 2020 roku. Kazutaka Toyotomi z serwisu Dengeki Online polecał japońskim graczom pobranie łatki z japońskim tłumaczeniem gry. Jego zdaniem tłumaczowi udało się całkowicie zniwelować dystans w interakcjach między postaciami odczuwalny w angielskiej wersji językowej. 